# Filipino Globe
Filipino Globe ist eine Monatszeitung in Hongkong, die vor allem in englischer Sprache erscheint, aber auch in jeder Ausgabe einige Seiten auf Filipino enthält. Derzeit ist die Website der Zeitung nicht zugänglich, im Internet Archive ist die Version vom 21. September 2017 hinterlegt.

## Hintergrund
Die Erstausgabe der Zeitung erschien im November 2006. Gründer und Herausgeber ist der Journalist Reggie Amigo, der ebenso wie ein Teil des Kernteams in Hongkong ansässig ist. Der andere Teil des Kernteams hat seinen Sitz in der philippinischen Hauptstadt Manila.
Das zentrale Angebot der Filipino Globe ist die Druckausgabe – hier erscheinende Anzeigen werden kostenfrei auf die Website übernommen. Veröffentlicht werden die Print- und Online-Ausgabe von dem „integrierten Mediendienstleister“ Apex Media mit Sitz in Hongkong. Dessen Einzugsgebiet von Korrespondenten und Marketingvertretern umfasst neben den Philippinen und dem asiatisch-pazifischen Raum als Überseemärkte auch die Vereinigten Staaten und Kanada, Europa und den Nahen Osten.
Mit einem Bericht über eine ungewöhnliche hohe Anzahl von philippinischen Hausmädchen in kurzer Zeit – 21 in drei Jahren – bei dem Sänger und Schauspieler Jacky Cheung erzielte die Zeitung eine hohe Reichweite und erreichte zudem, dass Cheung keine weiteren Genehmigungen für Arbeitsverträge mit philippinischen Wanderarbeitern erhielt.

## Aufbau
Die Druckausgabe erscheint im klassischen Kleinformat von Boulevardzeitungen. Alle Seiten sind vierfarbig, der Umfang liegt zwischen 32 und 48 Seiten.
Inhaltlich folgen die Ausgaben einem Schema, das den Themenfokus der Zielgruppe erst geographisch vom kleinen auf das große Bild erweitert, dann folgen „weiche Themen“:
- The City: Nachrichten rund um Hongkong und Macau
- The Nation: Nachrichten und Berichte aus den Philippinen
- The World: Nachrichten und Berichte aus der Welt (mit einem besonderen Augenmerk auf philippinische Expatriates)
- In Focus: u. a. Editorials und Kommentare
- Life and Times: u. a. Gesundheits- und Schönheitsthemen, Showbusiness, Horoskop, Sport, Veranstaltungskalender und Informationen zu konsularischen Dienstleistungen

In einer Kurzkritik hielt asiancorrespondent.com wohlwollend fest, dass die Zeitung „eine Fülle von Neuigkeiten“ enthalte, was Filipinos in Hongkong betreffe und auch die Nachrichtenlage auf den Philippinen umfasse, dass auf der Detailebene das Lektorat – anders als bei anderen Medien – auch „winzige Rechtschreibfehler“ beseitige, und dass es für eine Boulevardzeitung vergleichsweise wenig Anzeigen aus dem Sektor der Mobilkommunikation oder Nahrungsergänzungsmittel gebe. Gleichwohl wurde kritisch hervorgehoben, dass die Website nur bedingt um die neuesten Nachrichten aus der gedruckten Ausgabe aktualisiert werde.

## Zielgruppe
Zielgruppe der Druckausgabe sind die deutlich über 100.000 Wanderarbeiter (englisch Overseas Filipino Worker, [OFW]) in Hongkong, deren demographische Zusammensetzung und deren Konsumverhalten in den Mediadaten als „gut bekannt“ bezeichnet wurde.